# Crotenlaide
Crotenlaide ist eine zur Stadt Meerane gehörige Siedlung im Landkreis Zwickau (Freistaat Sachsen). Sie wurde im Oktober 1923 nach Meerane eingemeindet. Heute wird die Siedlung häufig mit der Nachbarsiedlung Götzenthal gemeinsam erwähnt.

## Geografie

### Geografische Lage
Crotenlaide bildet mit Götzenthal ein zusammenhängendes Wohngebiet im Norden der Stadt Meerane. Beide Stadtteile werden nur durch das Meerchen voneinander getrennt. Crotenlaide wird im Norden von der Landesgrenze zu Thüringen und im Westen vom Meerchen begrenzt.

### Nachbarorte
|            | Hainichen                                   |        |
| Götzenthal | Kompassrose, die auf Nachbargemeinden zeigt | Köthel |
|            | Meerane                                     |        |

## Geschichte

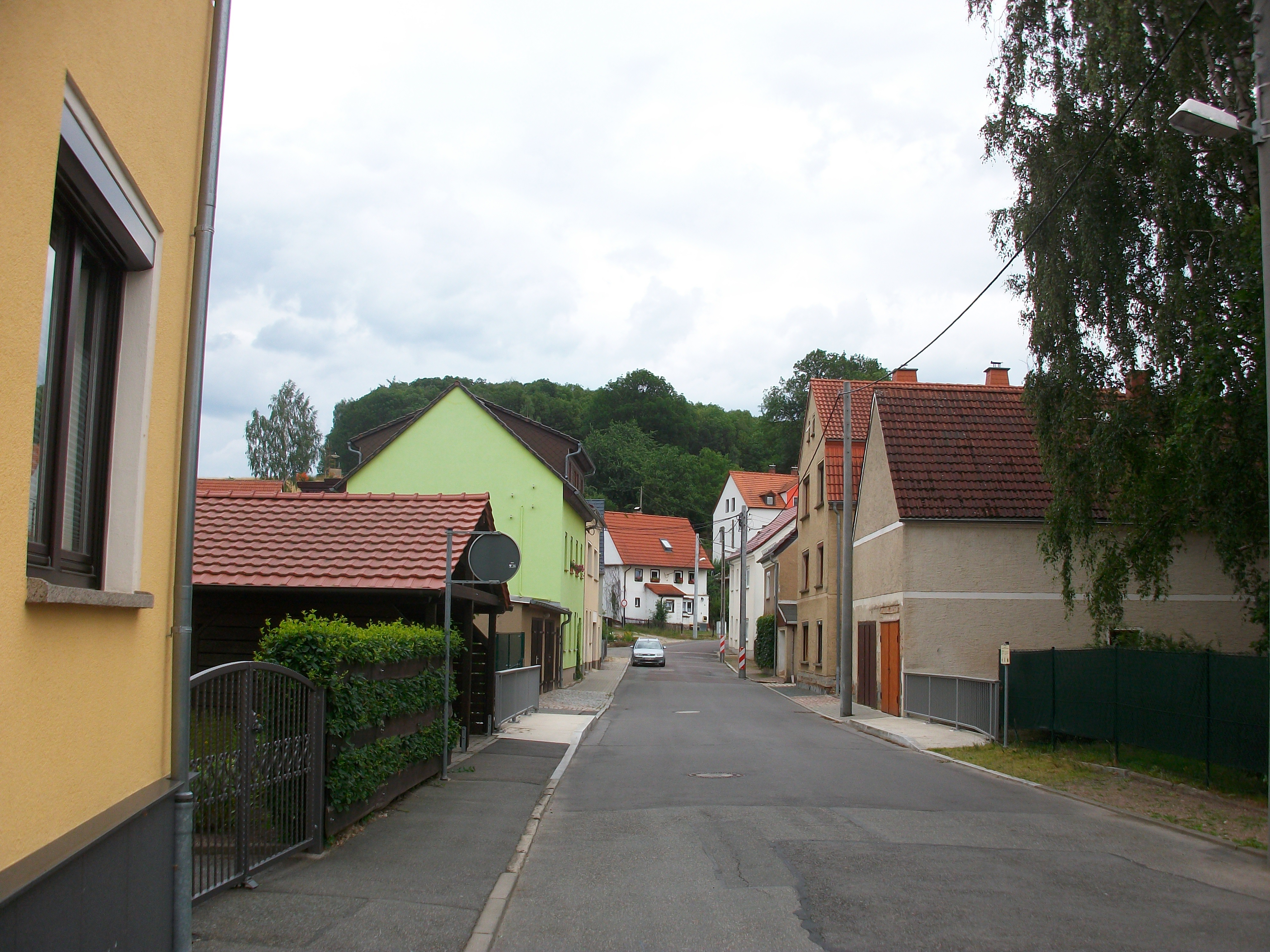
Crotenlaide, Merlacher Weg

Der Ort Crotenlaide wurde im Jahr 1525 als „Krotendorff“ erwähnt. Im Jahr 1534 ist Crotenlaide als Wüstung belegt („auf der wustunge das Krottenholtz genanth“). Die Ortsbezeichnung leitet sich aus dem Alt- und Mittelhochdeutschen vom Wort Krota (Krote = Kröte) her. Im 16. Jahrhundert existierten die zwei Namensvarianten „Krottendorf“ und „Krotenleyde“ nebeneinander.
Crotenlaide gehörte bis in die zweite Hälfte des 19. Jahrhunderts zu den Schönburgischen Herrschaften. Es wurde als Amtsdorf durch die schönburgische Herrschaft Glauchau, Amt Hinterglauchau verwaltet. Im Ort existierte ein amtsässiges Freigut, welches die Gerichtsbarkeit über die Gutssiedlung Crotenlaide ausübte. Nachdem auf dem Gebiet der Rezessherrschaften Schönburg im Jahr 1878 eine Verwaltungsreform durchgeführt wurde, kam Crotenlaide im Jahr 1880 zur neu gegründeten sächsischen Amtshauptmannschaft Glauchau.
Im Oktober 1923 wurde Crotenlaide nach Meerane eingemeindet. Durch die zweite Kreisreform in der DDR kam Crotenlaide als Ortsteil der Stadt Meerane im Jahr 1952 zum Kreis Glauchau im Bezirk Chemnitz (1953 in Bezirk Karl-Marx-Stadt umbenannt), der ab 1990 als sächsischer Landkreis Glauchau fortgeführt wurde und 1994 im Landkreis Chemnitzer Land bzw. 2008 im Landkreis Zwickau aufging. Am 1. März 2011 wurde Crotenlaide, das meist mit dem Nachbarort Götzenthal gemeinsam genannt wird, als Gemeindeteil von Meerane gestrichen.